# Microhyla superciliaris
Microhyla superciliaris es una especie  de anfibios de la familia Microhylidae.

## Distribución geográfica
Se encuentra en Indonesia i Malasia.

## Estado de conservación
Se encuentra amenazada de extinción por la pérdida de su hábitat natural.